# Ахья (волость)
А́хья (эст. Ahja ) — бывшая волость в Эстонии в составе уезда Пылвамаа.

## Географическое положение
Площадь волости — 72,2 км², численность населения на  1 января 2009 года составляла 1 115 человек.
Административный центр волости — посёлок Ахья. В состав волости входило 8 деревень.
В посёлке Ахья родился и жил известный эстонский писатель Фридеберт Туглас.